# بول هنري
بول هنري (بالإنجليزية: Paul Henare)‏ مواليد 30 مايو 1976 في نيوزيلندا، هو لاعب كرة سلة نيوزلندي. بدأ مسيرته الاحترافية في سنة 1995. يلعب مع فريق نيو زيلاند بريكرز في الدوري الأسترالي لكرة السلة. مثّل منتخب بلاده. شارك في دورة الألعاب الأولمبية الصيفية سنة 2000. حقق المركز الثاني في دورة ألعاب الكومنولث 2006. اعتزل اللعب في 2014.

## سجل المنافسة
شارك في المنافسات التالية:
- الألعاب الأولمبية الصيفية 2000
- الألعاب الأولمبية الصيفية 2004

## الميداليات
| الميدالية | المسابقة                  |
| --------- | ------------------------- |
| فضية      | دورة ألعاب الكومنولث 2006 |

## روابط خارجية
- بول هنري على موقع الاتحاد الدولي لكرة السلة (الإنجليزية)
- بول هنري على موقع كرة السلة الأوروبية.كوم (الإنجليزية)
- بول هنري على موقع ريلجم (الإنجليزية)
- بول هنري على موقع بروبوليرز (الإنجليزية)
- بول هنري على موقع سبورتس رفرنس (الإنجليزية)
- بول هنري على موقع أوليمبيديا (الإنجليزية)
- بول هنري على موقع اتحاد ألعاب الكومنولث (مؤرشف) (الإنجليزية)
- بول هنري على موقع دورة ألعاب الكومنولث 2006 (مؤرشف) (الإنجليزية)